# Adar Poonawalla
Pour les articles homonymes, voir Poonawalla.
Adar Poonawalla (né le 14 janvier 1981) est le PDG du Serum Institute of India. Fondé en 1966 par son père, Cyrus Poonawalla, c'est le plus grand fabricant mondial de vaccins en nombre de doses produites.

## Parcours scolaire
Adar Poonawalla a fait ses études à la Bishop's School (Pune), à la St Edmund's School de Canterbury puis à l'Université de Westminster.

## Carrière
Poonawalla rejoint le Serum Institute of India en 2001 après avoir obtenu son diplôme universitaire. Exportant ses produits dans 35 pays, Poonawalla se concentre sur le marché international de l'entreprise, la licence de nouveaux produits et la pré-qualification par l'Organisation mondiale de la santé pour l'approvisionnement des organisations comme les Nations unies, l'UNICEF et l'OPS. Depuis 2015, il aide l'entreprise à exporter ses produits dans plus de 140 pays ; 85% de ses revenus proviennent de l'étranger,.
En 2011, il devient PDG de la société. En 2012, il joue un rôle majeur dans l'acquisition de Bilthoven Biologicals, une société gouvernementale de fabrication de vaccins basée aux Pays-Bas,.
Poonawalla est un membre du conseil d'administration de l' Alliance GAVI, l'alliance mondiale du vaccin.
Le vaccin contre la polio de Serum Institute a été lancé en 2014 et est devenu une source de revenu importante pour l'entreprise. Il a été rapporté que l'entreprise prévoyait d'élargir le portefeuille de produits pour inclure des vaccins contre la dengue, la grippe et le cancer du col de l'utérus au cours de la même année.

## Reconnaissances et prix
- En 2016, il a reçu le prix du philanthrope de l'année par GQ Magazine[9]
- En 2017, il a reçu le prix Humanitarian Endeavour Award dans le Hall of fame Awards 2017[10] et a également été récompensé comme homme d'affaires indien de l'année sur CNN-News18[10]
- En 2018, le ministre en chef Devendra Fadnavis a présenté le prix ET Edge Maharashtra Achievers du chef d'entreprise de l'année à Poonawala,  il a en outre reçu le prix CNBC Asia pour la responsabilité sociale des entreprises la même année[11]
- En 2020, Adar a été inclus dans la liste 40 Under 40 du magazine Fortune dans la catégorie santé[12].

## Sources
1. ↑  (en) « The Real Vaccine Billionaires of Maharashtra », Bloomberg.com,‎ 2020 (lire en ligne, consulté le 18 janvier 2021)
2. ↑  (en) « Billionaire-Led Indian Drugmaker’s Vaccine Beats Glaxo in Study », Bloomberg.com,‎ 16 juin 2011 (lire en ligne, consulté le 18 janvier 2021)
3. ↑  « Westminster alumnus-led vaccine manufacturer set to play leading role in large scale production of coronavirus vaccine | University of Westminster, London », sur www.westminster.ac.uk (consulté le 18 janvier 2021)
4. ↑  (en) Kimi Dangor June 6 et 2005 ISSUE DATE: June 6, « The Poonawallas: Meet India's most reclusive billionaires », sur India Today (consulté le 18 janvier 2021)
5. 1 2  « Business News Live, Share Market News - Read Latest Finance News, IPO, Mutual Funds News », sur The Economic Times (consulté le 18 janvier 2021)
6. ↑  (en) « Serum acquires Dutch firm Bilthoven for over Rs 550 crore », sur @businessline (consulté le 18 janvier 2021)
7. ↑  « Serum Institute of India buys Dutch vaccine maker for $40.3 mn », sur NDTV.com (consulté le 18 janvier 2021)
8. ↑  (en) « Governance », sur www.gavi.org (consulté le 18 janvier 2021)
9. ↑  (en) « GQ Awards: Men of the year 2016 Winners », sur GQ India (consulté le 18 janvier 2021)
10. 1 2  (en-GB) Raj Baddhan, « Hello Hall Of Fame Awards: Winners list », sur BizAsia | Media, Entertainment, Showbiz, Brit, Events and Music, 28 mars 2017 (consulté le 18 janvier 2021)
11. ↑  (en) Livemint, « What drives India’s top business leaders », sur mint, 11 avril 2018 (consulté le 18 janvier 2021)
12. ↑  (en) « Adar Poonawalla | 2020 40 under 40 in Health », sur Fortune (consulté le 18 janvier 2021)